# Albina Akhàtova
Albina Khamítovna Akhàtova (en rus: Альбина Хамитовна Ахатова; en tàtar: Albina Axatova) (Nikolsk, Unió Soviètica 1976) és una biatleta russa, ja retirada, que destacà a finals de la dècada del 1990 i a principis de la dècada del 2000.

## Biografia
Va néixer el 13 de novembre de 1976 a la ciutat de Nikolsk, població situada en l'óblast de Vólogda, que en aquells moments formava part de la Unió Soviètica i que avui en dia forma part de la Federació Russa.

## Carrera esportiva
Als 21 anys participà en els Jocs Olímpics d'Hivern de 1998 realitzats a Nagano (Japó), on aconseguí guanyar la medalla de plata en la prova de relleus 4x7,5 km, a més de finalitzar setena en els 15 km. individuals i tretzena en els 7,5 quilòmetres esprint. En els Jocs Olímpics d'Hivern de 2002 realitzats a Salt Lake City (Estats Units) aconseguí guanyar la medalla de bronze en la prova de relleus 4x7,5 km, a més de finalitzar desena en els 15 quilòmetres individuals. En els Jocs Olímpics d'Hivern de 2006 realitzats a Torí (Itàlia) aconseguí guanyar tres medalla olímpiques: la medalla d'or la prova de relleus 4x6 km, i dues medalles de bronze en les proves de 10 km. persecució i 15 km. individuals, a més de finalitzar quarta en els 7,5 km. esprint i novena en els 12.5 km. amb sortida massiva.
Al llarg de la seva carrera aconseguí guanyar nou medalles en el Campionat del Món de biatló, destacant les seves medalles d'or els anys 2000 (prova de relleus 4x7,5 km.) i 2003 (12,5 km. amb sortida massiva i relleus 4x6 km.). El 13 de febrer de 2009 la Unió Internacional de Biatló sancionà Akhatoba amb dos anys per consum d'EPO durant una prova de la Copa del Món.